# 412 a.C.

## Eventos
- 92a olimpíada: Exagento de Ácragas, vencedor do estádio. Ele também havia vencido na olimpíada anterior.[1]
- Quinto Fábio Vibulano, pela segunda vez, e Caio Fúrio Pácilo, cônsules romanos.
- Atenienses votam para usar suas ultimas reserves para construir uma nova frota.
- Alcibíades negocia uma aliança entre Esparta e a Pérsia mas falha ao favorecer Esparta em detrimento da Grécia.